# La Revue du praticien
 (novembre 2012).
Si vous disposez d'ouvrages ou d'articles de référence ou si vous connaissez des sites web de qualité traitant du thème abordé ici, merci de compléter l'article en donnant les références utiles à sa vérifiabilité et en les liant à la section « Notes et références ».
La Revue du praticien est une revue médicale française de référence, fondée en 1951 par la fusion de la Revue générale de clinique et de thérapeutique  (1887) et du Paris médical (1910).
Fondée initialement par les éditions Baillière, elle est destinée aux médecins pour leur formation post-universitaire et aux étudiants en médecine. Elle dispose d'une édition en ligne depuis 2005. 
Publiée mensuellement en français, elle édite 10 numéros par an. Elle publie des articles rédigés par des experts souvent universitaires sur la totalité du champ médical. 

## Note et référence
1. 1 2  La Revue du praticien, Baillière, 1951 (lire en ligne)